# Ana Isabel Alonso Nieto

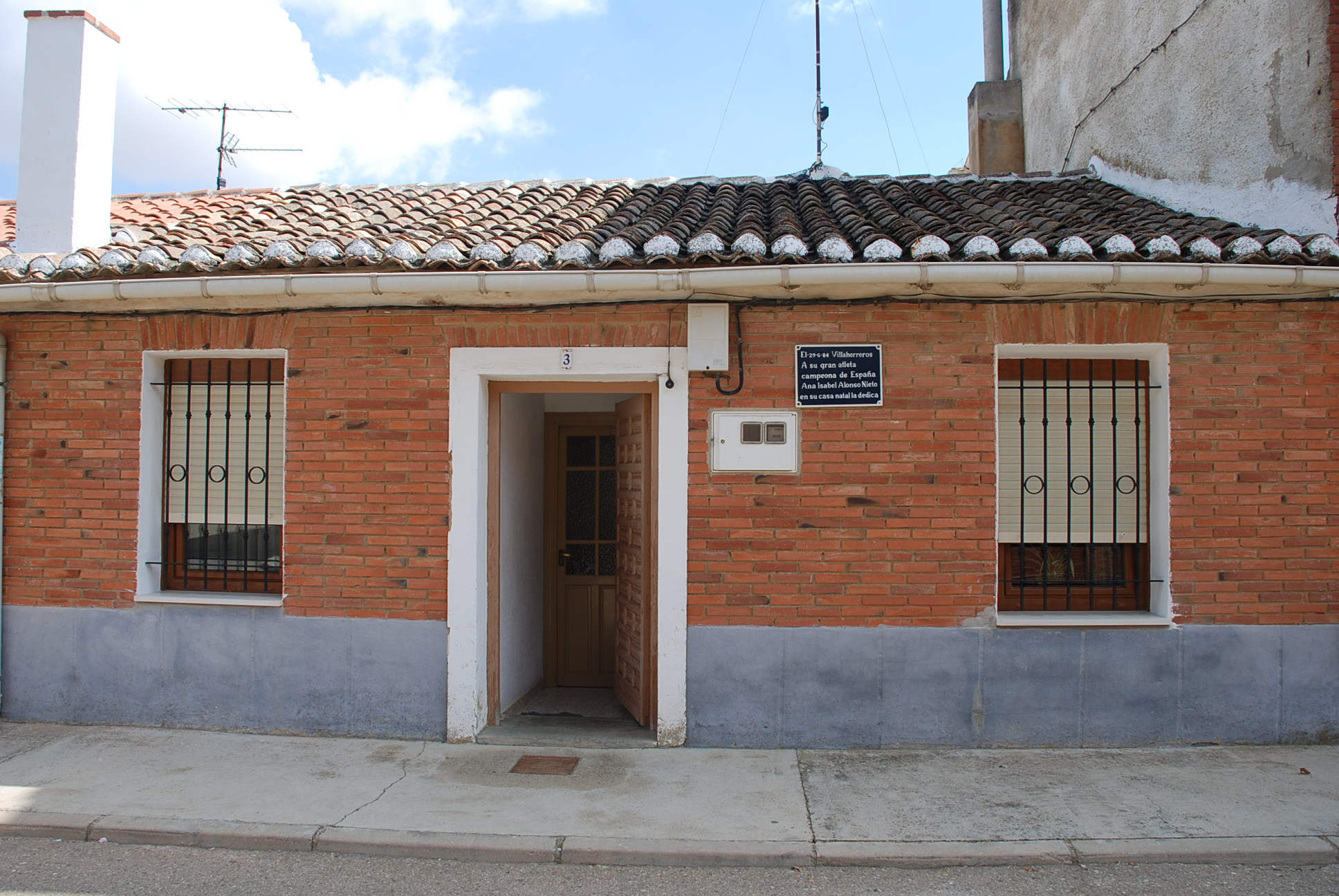
Casa natal de l'atleta palentina Ana Isabel Alonso a Villaherreros

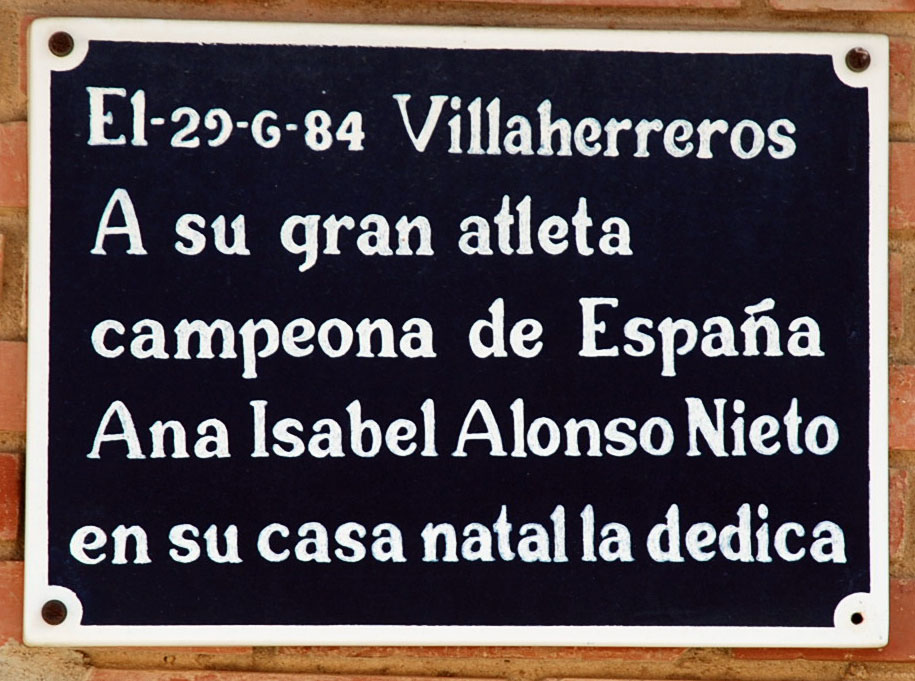
Placa en honor a l'atleta a la seva casa natal

Ana Isabel Alonso (Villaherreros, Palencia, 16 d'agost de 1963) és una atleta espanyola especialitzada en proves de fons.
Va tenir el rècord d'Espanya a Marató, amb 2.26.51, aconseguit el 1995 a Sant Sebastià i durant 27 fins que Marta Galimany el va rebaixar a 2:26.14. Va vèncer dues vegades a la Marató de Barcelona (1997 i 1998), la segona marcant el rècord de la prova del moment, i una vegada a la Marató de Rotterdam el 2000.
Començà a competir en proves de migfons. El 1985 aconseguí la seva primera plusmarca espanyola absoluta, 34:06.0 en 10.000 metres. Continuà millorant la marca progressivament, fins a aconseguir 32:28.7 el 1988. Aquest temps li va permetre participar al primer 10.000 femení olímpic, a Seül, on va ser 15a a la primera semifinal. L'any anterior havia estat 19a al Mundial a l'aire lliure de Roma. El 1991 va fer el salt a la marató, amb la idea de ser olímpica el 1992. Tot i no aconseguir anar als Jocs. L'octubre del mateix 1992 feia a Sant Sebastià la seva primera plusmarca espanyola, 2h35:34. Alonso va tornar a ser olímpica el 1996 i el 2000. Va tornar a baixar de 2h30:00 a Rotterdam, 2h29:52 el 1999. El 2000 va ser la guanyadora de la marató d'aquesta ciutat. Es va retirar el 2000 de l'alta competició. Va reprendre el 2009 i ha continuat fins al 2019. Va ser dues vegades campiona d'Espanya de marató (el 1992 i el 1994), una de mitja marató (1999), dues de 3.000 metres a l'aire lliure (el 1983 i el 1987), una de 5.000 metres (1988), dos de 10.000 metres (el 1985 i el 1988) i set de camp a través (1984, 1985, 1987, 1988, 1989, 1990, 1999). En aquesta modalitat va participar en 10 campionats mundials i tres europeus. El 2020 continuava sent la maratoniana espanyola més ràpida de la història.